# Château des Marches
Le château des Marches, à l'origine de Murs, est une ancienne maison forte, du XIVe siècle, profondément remanié à la Renaissance, situé dans la combe de Savoie à la frontière de la Savoie et du Dauphiné sur la commune actuelle des Marches, dans le département de la Savoie en région Auvergne-Rhône-Alpes.

## Situation
Le château des Marches est situé dans le département français de la Savoie sur la commune des Marches, dans le bourg, à 300 mètres au sud de l'église sur un mamelon d’où la vue embrasse la vallée de l'Isère. Le château placé à la limite du comté de Savoie et du Dauphiné protégeait Chambéry ainsi que toute la partie occidentale du comté. Il commandait la route de Chambéry, Lyon par Les Échelles et Genève à Grenoble par la vallée de l'Isère et la route menant à l'Italie par Montmélian.

## Histoire
Le château des Marches est une partie intégrante de la ligne de défense mise en place par les comtes de Savoie à partir d'Amédée V, qui élève à cet emplacement sur une motte un premier château en bois en 1301-1302. Aymon le Pacifique le reconstruira en pierre à partir de 1342, son fils, Amédée VI de Savoie, le Comte Vert, finira de l'achever.
Il a pour premiers seigneurs, Guillaume de Cordon en 1346, Rodolphe de Cordon en 1359 et Guillaume de Cordon en 1392.
Le comte Amédée VIII de Savoie le donne en fief, avec celui de Montbel[Lequel ?], en février 1403, et jusqu'en 1418 à Aymon de La Balme, seigneur d'Apremont qui détient déjà le château d'Apremont et qui en délègue la garde à Portier de Chignin. De 1418 à 1422 il est entre les mains de Guigues de la Balme puis de Guigonne de la Balme, dame d'Apremont, héritière d'Aymon, de 1422 à 1442. Guigonne a épousé en 1417 Gaspard II de Montmayeur et, en 1440, elle est autorisée à substituer à son nom celui des Marches.
Le 21 août 1421, Catherine de La Ravoire dame de Silans et des Marches, veuve d’Aymon de la Balme, désigne son petit-fils Jacques de Montmayeur, fils de Gaspard et de Guigonne, comme héritier.
Le château passe donc par héritage à la famille savoyarde des Montmayeur qui le garderont jusqu'en 1486. Ils y érigent une chapelle dédiée à saint Michel. Se succèdent, Gaspard II de Montmayeur, maréchal de Savoie, Jacques de Montmayeur, maréchal de Savoie, qui en a la possession jusqu'en 1486 et qui en délèguera la gestion à Jean de Médici de 1482 à 1483, puis à Aymon Panice de 1485 à 1486. Au décès de Jacques de Montmayeur en mars 1487, selon un acte passé le 27 août 1486 le duc Charles Ier de Savoie attribue la châtellenie à Gilberte de Polignac, nièce du maréchal Jacques de Montmayeur et épouse d'Anthelme de Miolans, maréchal de Savoie. Se succèdent Anthelme de Miolans, chevalier, de 1486 à 1489, Jacques II de Miolans de 1489 à 1496 qui lui-même emploie Claude Ruffi, bourgeois de Montmélian, de 1493 à 1494, D. Claude-Jacques de Miolans, chevalier, de 1496 à 1497, Louis de Miolans, chevalier, de 1497 à 1513, qui a comme intendant Gaspard de la Challandière en 1502 et enfin Jacques III de Miolans, chevalier, de 1513 à 1523.
La seigneurie des Marches ayant été entretemps érigée en comté en 1491 et unie avec le fief de Montmayeur.
À la mort de Jacques III de Miolans, en 1423, le château échoit à sa sœur Claude ou Claudine de Miolans, épouse de Guillaume de Poitiers lui-même frère de Diane de Poitiers. Le duc de Savoie Charles III négocie, avec Claude, le rachat des terres des Marches et d'Entremont avec possibilité de rachat du fief. En 1526,, Béatrice de Portugal, duchesse de Savoie, le reçoit en échange de Caramagne (Piémont) et le cède en 1531 pour 3 000 écus à François Noyel de Bellegarde, ministre plénipotentiaire du duc de Savoie à la cour de Charles Quint. Les Noyel (Noël) de Bellegarde seront seigneurs des Marches et d’Entremont de 1531 à 1830.
Le château est entre les mains de François Noyel, fils de Jean Noyel, de 1531 à 1556. Claude du Verger, écuyer, seigneur des Marches, en 1542, en prête hommage au duc de Savoie. Jean François Ier Noyel de Bellegarde en a la possession de 1556 à 1623.
En 1600, Henri IV y séjourne du 16 au 18 août lors du siège de Montmélian.
Claude André Noyel de Bellegarde en a la charge en 1623 auquel succèdent Guillaume puis Jean-François II de Bellegarde, gouverneur du Fort Barraux, jusqu'en 1663.
Janus Noyel de Bellegarde, premier président du Sénat de Savoie, chancelier du roi de Sardaigne, en a la possession de 1663 à 1712 et voit son comté érigé en marquisat en juin 1682 ou 1688,, se succèdent Jean-François III de 1712 à 1742, Dom Joseph François de 1742 à 1759 et François Eugène Robert de Bellegarde de 1759 à sa mort en 1790. Celui-ci, général, né à Londres en 1720, marquis des Marches et de Cursinge, au service des Pays-Bas retiré à Chambéry, restaure profondément le château et fait ériger la salle des fêtes. Marié à mademoiselle d'Hervilly, décédée à l'âge de 23 ans, avec qui il a trois filles, Adélaïde-Victoire, née en 1772, Césarine-Lucie, née en  1774 et Françoise-Aurore-Éléonore, née en 1776, il donne en mariage en 1787 sa fille ainée, Adèle âgée de quinze ans, à Frédéric de Bellegarde l'un de ses neveux ou cousins, colonel dans l'armée sarde, en garnison à Chambéry. De cette union naît un fils en 1791 et une fille. Frédéric, avec sa femme Adèle, son fils et sa belle-sœur Aurore, se réfugient au Piémont lors de l'occupation de la Savoie par les français.
Dans la nuit du 21 au 22 septembre 1792, l'armée sarde s'est repliée en Piémont, sans combat, devant l'invasion des troupes révolutionnaires françaises acclamées par le peuple savoyard. Les révolutionnaires  avancent la fleur au fusil, aux ordres du marquis Anne-Pierre de Montesquiou-Fézensac, plus connu  sous le nom de général Montesquiou .
Le château des Marches est cité en pays de Savoie comme site témoin du seul acte de résistance au cours de cette invasion : le colonel Charles-François de Buttet officier d'artillerie du roi Victor-Amédée III, a installé une batterie de 6 pièces de canon, deux sur la terrasse du château, deux sur le plan inférieur et les deux derniers dans l'axe de Chapareillan. Cet îlot de résistance fut réduit par le maréchal de camp Laroque à la tête de 12 compagnies de fantassins, 12 piquets, 400 chasseurs à pied et 200 dragons.
C'est dans un château déserté de ses occupants que Montesquiou loge le 22 septembre 1792.
En novembre de la même année, les deux sœurs, Adèle alors âgée de vingt ans et Aurore de seize ans, reprennent possession du château. Ouvertes aux idées révolutionnaires, elles y accueillent nombre de Jacobins ainsi que le général Kellermann et y organisent des bals et des fêtes. Leur vie tumultueuse fut contée en 1904 par Ernest Daudet dans Le Roman d'un conventionnel. Hérault de Séchelles et les dames de Bellegarde, d'après des documents inédits.
Frédéric-Pierre de Bellegarde, chambellan de l'empereur d'Autriche, fils de Frédéric et d'Adèle, à la mort de sa mère survenue en 1830 à Paris, vend le château en 1831, au comte Camille Costa de Beauregard.
Michel Costa de Beauregard, petit-fils de Camille, vend, avant son entrée dans les ordres, en 1882, le château à son cousin Costa de Beauregard, chanoine. Avec sa sœur Alix (°1847-†1915), religieuse à la charité de Saint-Vincent de Paul, il y fonde un orphelinat féminin, qui accueille 72 fillettes en 1914. Ernest Costa donne le château aux filles de La Charité. Il servira d'hôpital militaire lors des deux conflits mondiaux ; de 1914 à 1918 et de 1939 à 1940.
L'orphelinat est devenu une école ménagère en 1950, puis une maison de retraite en 1972, de 90 places aujourd'hui.

## Description
Le château des Marches a été de nombreuses fois remanié ; probablement à la Renaissance puis à la veille de la Révolution.
Construit à l'extrémité du promontoire, face à l'assaillant, à l'origine au XIVe siècle, il se présentait sous la forme d'une enceinte quadrangulaire de 30 mètres de large et longue de 40 mètres. Deux corps de logis parallèles, l'un au nord tourné vers Chambéry et l'autre au sud-ouest vers l’Isère, sont reliés par une haute muraille épaisse de 1,60 mètre autour d'une cour intérieure. La façade nord-ouest est flanquée de deux tours rondes d'angles, ramenées aujourd'hui à hauteur du toit, qui protégeaient la porte d'entrée du XVe siècle. Elles s'éclairaient par des fenêtres à meneaux. Surplombant les terrasses du château, la façade opposée, percée de nombreuses fenêtres, est flanquée de deux poivrières en encorbellement d’où l'on pouvait surveiller la vallée. Les remparts et les fenêtres à meneaux, à l'exception de celle de la façade d'entrée, ont dû être supprimés au XVIe siècle sous les Bellegarde, qui transforment l'antique forteresse en château de plaisance.
Le château aujourd'hui se compose de trois bâtiments en forme de U. Tournée vers le mont Granier, il subsiste la muraille, percée d'étroites ouvertures, qu'une porte-fenêtre à encadrement Louis XVI fait communiquer avec les jardins. La façade nord-est, dégagée du fait de la suppression de la muraille, ouverte vers le plateau des Bauges, arbore un péristyle italianisant à colonnes de marbre Louis XVI qui sert d'entrée à la salle de bal.

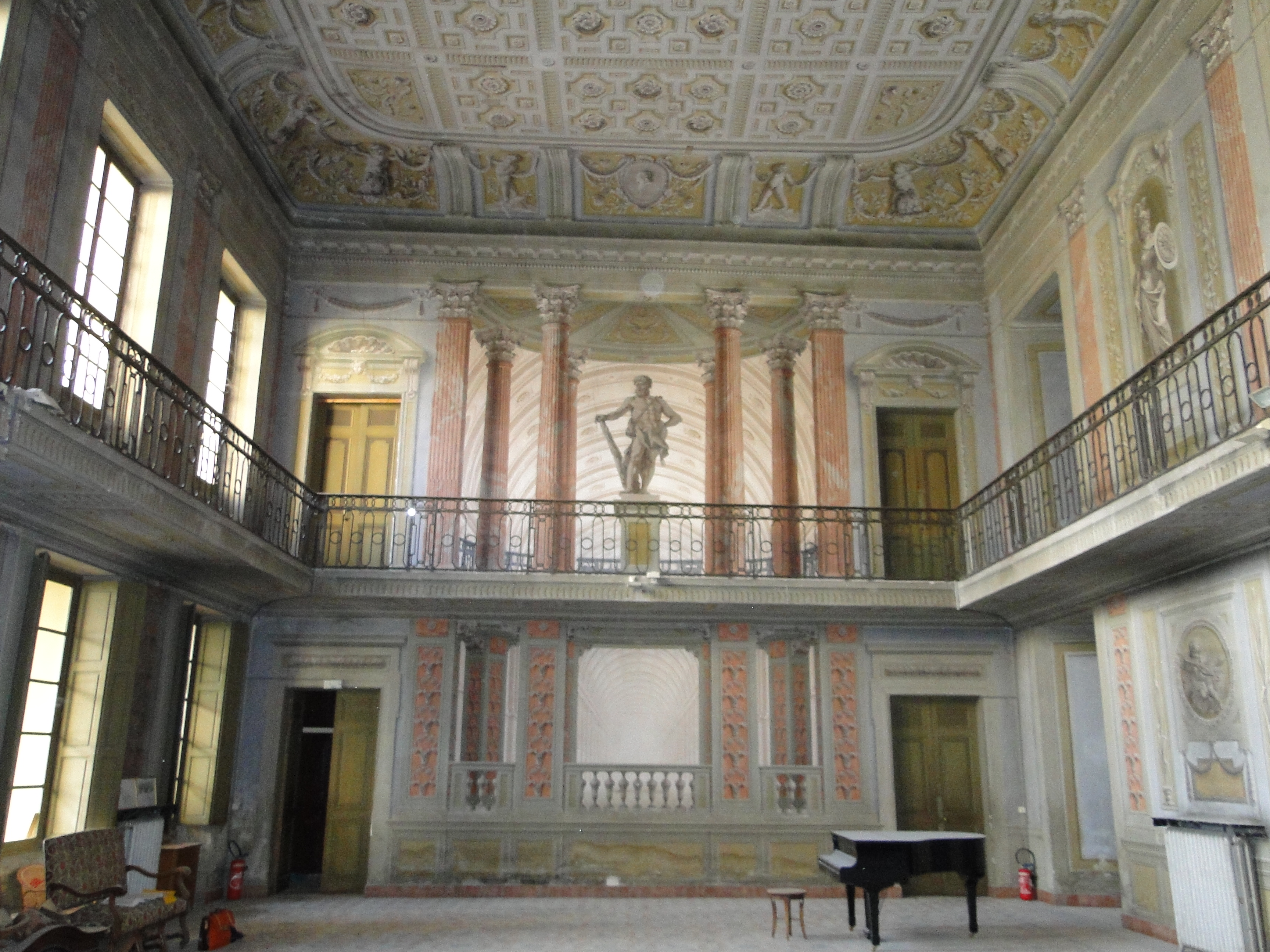

La salle de bal, appuyée sur la muraille sud-ouest, datant de 1780 à 1790, érigée par Eugène de Bellegarde, mesure 18 m de long par 14 m de large sur deux étages d'une hauteur totale de 10 m. Une galerie Louis XVI en fer forgé est érigée à mi-niveau et ceinture la salle. Cette salle s'ouvre et s'éclaire, côté jardin, par la porte-fenêtre Louis XVI et par deux fenêtres et du côté donnant sur la cour intérieure par quatre fenêtres ainsi qu'une porte.
Sa décoration intérieure, réalisée par les frères Galliari, est faite de peintures en trompe-l'œil. Cet ensemble de peintures recouvre les murs des deux étages et le plafond de la grande salle du château : le plafond est peint à l'imitation de caissons, et les murs de pilastres, colonnes, panneaux de lambris, portes, balustrades et perspectives de galeries et rotondes. Les murs de la galerie sont ornés d'imitations de statues antiques d'Hercule, Mars, Diane et Bellone. Y sont représentés en médaillon le marquis et ses trois filles.
L'ensemble de ces peintures décoratives de Galliari, fin du XVIIIe siècle, des murs et du plafond de la grande salle du château des Marches ont été classées à titre d'objet le 1er avril 1952. Elles ont fait l'objet de travaux de conservation et restauration en 2012 et 2013 pour permettre la réouverture de la salle au public.
Une muraille ponctuée de tours de flanquements enserrait le château et le bourg des Marches. On accédait au bourg fortifié par une porte que défendaient trois tours cylindriques couronnées de mâchicoulis. Fondé par Amédée V en 1301, le village actuel a conservé une porte de son enceinte et en vue de Montmélian on peut encore voir des bases de murs et de tours rondes.

## Châtellenie des Marches
Le château de Chambéry est le siège d'une châtellenie, dit aussi mandement (mandamentum), au début du XIVe siècle, en 1301. La châtellenie est mise en place dans le contexte du conflit avec le Dauphiné voisin,. Elle est issue du démembrement de la châtellenie de Montmélian.
Le territoire était constitué des villages (ou paroisses) suivants : Pierre Grosse (sur la commune actuelle d’Apremont), Myans, Saint-André et Les Marches.
Dans l'organisation du comté de Savoie, le châtelain est un « [officier], nommé pour une durée définie, révocable et amovible »,, qui « depuis les débuts de la résidence, est toujours allé à un fidèle ». Il est chargé de la gestion de la châtellenie, il perçoit les revenus fiscaux du domaine, et il s'occupe également de l'entretien du château. Son rôle est donc multiple (judiciaire, financier et militaire). Le châtelain est parfois aidé par un receveur des comptes, qui rédige « au net [...] le rapport annuellement rendu par le châtelain ou son lieutenant ».
Les comptes de châtellenie dont nous disposons aux archives départementales de la Savoie recouvrent la période de 1339-1494. 

### Fonds d'archives
- Série : Comptes des châtellenies (1339-1494). Fonds : Comptes de châtellenie et de subsides; Cote : SA 9098-9107. Chambéry : Archives départementales de la Savoie (présentation en ligne).« Les Marches »
- Série : Comptes des châtellenies (XIIIe siècle-XVIe siècle). Fonds : Inventaire-Index des comptes de châtellenie et de subsides; Cote : SA. Chambéry : Archives départementales de la Savoie (présentation en ligne).p. 378, « Les Marches »